# Helena Glocer
Helena Glocer (ur. 28 marca 1913, zm. 21 sierpnia 1998) – polska „Sprawiedliwa wśród Narodów Świata”. 

## Życiorys
W trakcie II wojny światowej Helena Glocer, która sama miała żydowskiego męża, pomagała Żydom. Była mieszkanką Warszawy i tam też zaangażowała się w niesienie pomocy. Przekazywała jedzenie Manii Rajzman, która zanosiła je następnie do getta warszawskiego. W 1942 r. namawiała ją aby uciekła z getta. Posłuchała jej rady i znalazła pracę w gospodarstwie rolnym niedaleko Wołomina. Po odkryciu jej tożsamości uciekła i dzięki posiadanym „aryjskim” dokumentom została wysłana jako Polka do pracy w Niemczech, gdzie przebywała aż do wyzwolenia. Podczas pobytu w Niemczech Glocer korespondował z nią, aby uniknąć podejrzeń. Helena, ryzykując życie, by ratować przyjaciółkę, kierowała się względami humanitarnymi.   
Helena Glocer jest pochowana na Cmentarzu Północnym w Warszawie (kwateraː W-X-8, rządː 13, gróbː 16).   
25 grudnia 1995 r. Instytut Jad Waszem uhonorował Helenę Glocer medalem „Sprawiedliwy wśród Narodów Świata”.